# Мартиросян, Сурен Левонович
1. ↑   Количество игр и голов за профессиональный клуб считается только для различных лиг национальных чемпионатов.

Сурен Левонович Мартиросян (18 марта 1949, Ереван, Армянская ССР, СССР — 9 декабря 2019) — советский футболист, защитник. Мастер спорта СССР.

## Биография
Бо́льшую часть карьеры провёл в ереванском «Арарате», в 1968—1977 годах сыграл в чемпионате СССР 140 игр, забил один мяч. В 1978—1979 годах играл во второй лиге.
Является обладателем золотой медали чемпионата СССР 1973 года, хотя провёл за «Арарат» 14 матчей вместо положенных по регламенту для получения медали половины матчей — пятнадцати. После окончания сезона в протокол матча «Арарат» — «Динамо» Минск, в котором Мартиросян не участвовал, его фамилия была вписана вместо вышедшего на замену Сергея Бондаренко.
Провёл 13 матчей в еврокубках: 5 игр в Кубке УЕФА 1972/1973, 4 — в Кубок европейских чемпионов 1974/1975, 4 — в Кубке обладателей кубков 1975/1976.
В 1987—1989 работал тренером в «Арарате», позже тренировал «Бананц» Ереван. По состоянию на октябрь 2003 был заместителем директора на заводе в Ереване.

## Достижения
- Медаль «За заслуги перед Отечеством» I степени (10 октября 2013 года) — за значительный вклад в развитие армянского футбола и блестящие достижения[7]
- Чемпион СССР: 1973
- Серебряный призёр чемпионата СССР: 1976 (в)
- Обладатель Кубка СССР: 1973, 1975[4]
- В списках 33 лучших футболистов сезона в СССР: № 2 — 1973